# Fachhochschule für Forstwirtschaft

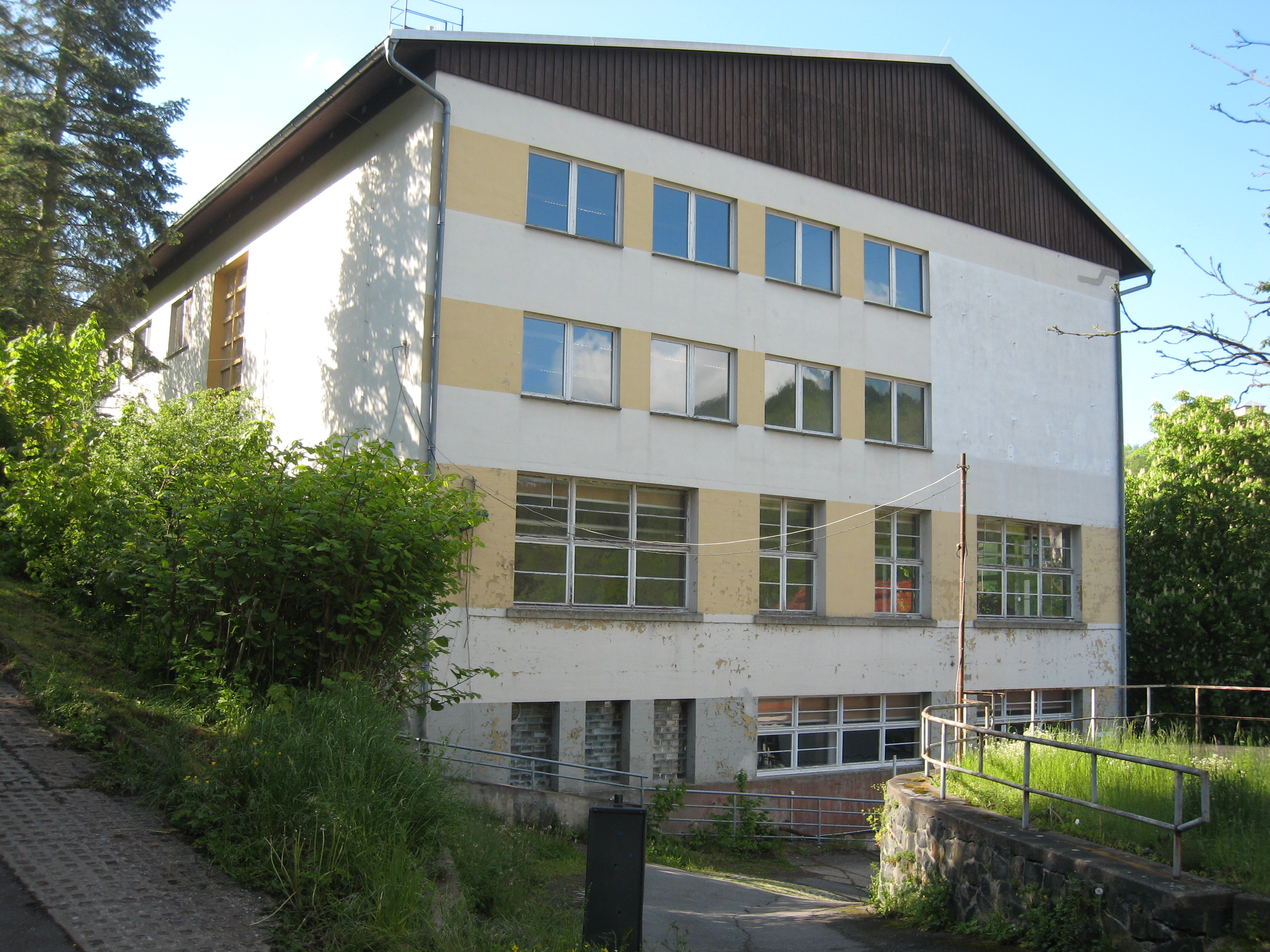
Schulgebäude

Die Fachhochschule für Forstwirtschaft war eine (interne) Fachhochschule des Freistaates Thüringen in Schwarzburg.

## Geschichte
Am 13. Mai 1946 wurde in Schwarzburg in den Räumen einer ehemaligen Pension und späterem Lehrerbildungsinstitut die Fachschule für Forstwirtschaft gegründet. 1956/57 wurden Studenten und teilweise Lehrkräfte der in Tharandt bei Dresden aufgelösten Fachschule für Forstwirtschaft übernommen. 1968 erhielt diese den Status einer Ingenieurschule für Forstwirtschaft. Ab 1990 erfolgte die Umstrukturierung zur verwaltungsinternen Fachhochschule für Forstwirtschaft Schwarzburg. Von den jährlich zugelassenen 35 Studenten wurden jeweils 15 sächsische Studenten im Rahmen einer Verwaltungsvereinbarung mit dem Freistaat Sachsen immatrikuliert. Die restlichen 20 Studenten waren Thüringer. Während des sechssemestrigen Studiums wurden in Schwarzburg jeweils 30 bis 40 Prozent des Lehrvolumens durch Lehrrevierförster abgedeckt.
Mit Kabinettsbeschluss vom 19. Dezember 2006 wurde das Forstingenieur-Studium von der Fachhochschule Schwarzburg an den Fachbereich Landschaftsarchitektur, Gartenbau und Forst der Fachhochschule Erfurt verlegt. Im Juli 2008 erfolgte die Einstellung der verwaltungsinternen Ausbildung am Standort Schwarzburg.
Als zentraler akademischer Ausbildungsort und damit auch beliebter Treffpunkt der Thüringer Forstleute war die Fachhochschule 1990 Schauplatz der Wiederbegründung des Thüringer Forstvereins.